# Peter Theodor von Leveling
Peter Theodor Leveling, ab 1790 Peter Theodor von Leveling (* 1767 in Trier; † 1822 in Göggingen), war ein deutscher Mediziner.

## Leben
Peter Theodor Leveling war der jüngste Sohn des Mediziners Heinrich Palmaz von Leveling. Der Mediziner Heinrich Maria von Leveling war sein älterer Bruder.
Peter Theodor Leveling studierte an der Universität Ingolstadt Medizin, wurde 1788 gemeinsam mit seinem Bruder Heinrich Maria bei seinem Vater in Ingolstadt zum Dr. med. promoviert, verbrachte anschließend  zur medizinischen Weiterbildung einen gemeinsamen Aufenthalt mit seinem Bruder in Paris und habilitierte sich 1789 als Privatdozent an der Universität Heidelberg. Im Jahr 1790 wurde er in unmittelbarer Folge der Erhebung seines Vaters ebenfalls in den Adelstand erhoben. Nach dem Tod seines Vaters 1798 wurde er als ordentlicher Professor der Pathologie, Medizinischen Klinik und Literaturgeschichte an die Universität Ingolstadt berufen und siedelte später noch mit der Universität im Jahr 1800 an die Universität Landshut über. Im Jahr 1805 ließ er sich als Landgerichtsphysicus in Göggingen bei Augsburg nieder.

## Schriften
- Theses inaugurales ex universa medicina. Ingolstadt 1788 (Digitalisat)
- Ueber eine merkwürdige künstliche Ersetzung mehrerer sowohl zur Sprache als zum Schlucken nothwendiger, aber zerstörter Werkzeuge. Als ein Beitrag zu den vortheilhaften Erfindungen, welche die Wundarzneykunde öfters besitzet, um mangelnde Glieder des lebenden menschlichen Körpers durch künstliche zu ersetzen. Gedruckt mit Wiesens Schriften, Heidelberg, 1793 (Digitalisat)